# 欧丹勒罗曼
欧丹勒罗曼（法語：Audun-le-Roman，法語發音：[odɛ̃ lə ʁɔmɑ̃]；洛林语：Audeu）是法国默尔特-摩泽尔省的一个市镇，位于该省西北部，属于布里埃区。

## 地理
欧丹勒罗曼（49°22'13"N, 5°53'45"E）面积7.57 平方千米，位于法国大東部大區默尔特-摩泽尔省，该省份为法国东北部内陆省份，是洛林的一部分，北邻比利时、卢森堡，北起顺时针与摩泽尔省、下莱茵省、孚日省和默兹省接壤。
与欧丹勒罗曼接壤的市镇（或旧市镇、城区）包括：昂代尼、伯维莱尔、马拉维莱尔、上梅尔西、桑西、塞鲁维尔。

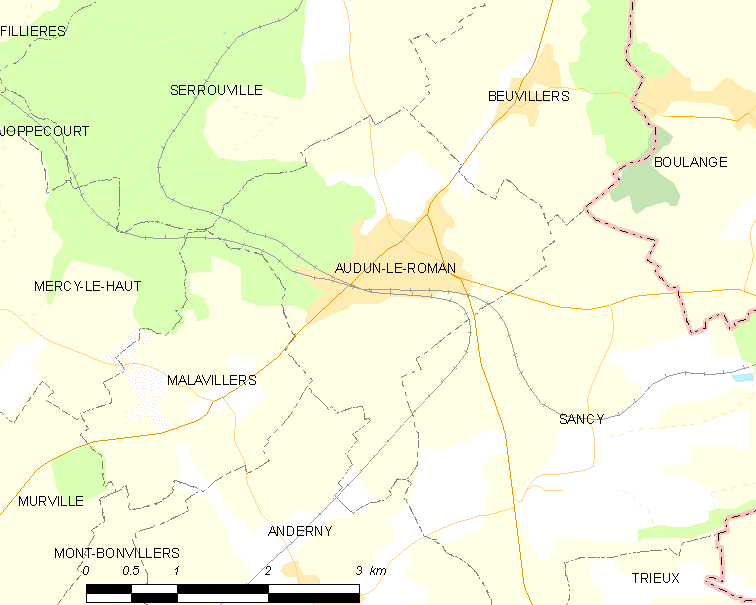
欧丹勒罗曼的OSM定位图

欧丹勒罗曼的时区为UTC+01:00、UTC+02:00（夏令时）。

## 行政
欧丹勒罗曼的邮政编码为54560，INSEE市镇编码为54029。

## 政治
欧丹勒罗曼所属的省级选区为布里埃地区县。

## 人口

1962-2008年间欧丹勒罗曼人口变化图示

欧丹勒罗曼于2022年1月1日时的人口数量为2477人。